# 矢凪まさし
矢凪 まさし（やなぎ まさし）は、日本の漫画家、アニメーター。神奈川県横浜市出身。成人向け漫画でデビュー後、双葉社や竹書房を中心に成年マークが付かないエッチ系漫画（主にコメディ）を発表している。また、サークル「山羊と魚」で同人誌を発行している。

## 略歴
横浜市出身の昭和40年代生まれで、高校時代より同人活動を行い、専門学校を経てアニメーターとなる。原画はAICにて『レモンエンジェル』を担当したのが最初。
知人のみやもと留美の紹介により、漫画家としてデビュー。当初のペンネームは「みやもと久美」だった。

## 作品リスト
- 『とらぶるラヴァーズ』茜新社〈アカネコミックス〉 - デビュー作。成年指定
- 『シスターズブラザーズ』富士美出版〈富士美コミックス〉 - 初連載作。成年指定
  - 『シスターズブラザーズプラス』大都社(ダイトコミックス)
- 『ボクと彼女の秘密』富士美出版〈富士美コミックス〉成年指定
  - 『ボクと彼女の秘密』大都社(ダイトコミックス〉
- 『H!（えっち）』富士美出版〈富士美コミックス〉成年指定
- 『恋のばりえーしょん』茜新社〈アカネコミックス〉 - 短編集 成年指定
- 『ママと呼ばないで!?』エンジェル出版〈エンジェルコミックス〉（『TECH GIAN』 1999年 - 2000年）成年指定
  - 『ママと呼ばないで!?』双葉社〈アクションコミックス〉
- 『カワイイ女と呼ばれたい』富士美出版〈富士美コミックス〉成年指定
- 『独身寮空室あり!』双葉社〈アクションコミックス〉全3巻（『メンズヤング』 2000年 - 2003年）
- 『おな☆チャン』双葉社〈アクションコミックス〉（『メンズヤング』2003年5月号～6月号、2004年1月号～5月号）-「私という名の宇宙人（『コミックライズ』2001年３月号、5月号）」収録。
- 『シード･ガール』双葉社〈アクションコミックス〉（『メンズヤング』 2004年 - 2005年）
- 『ラブコメすたいる』双葉社〈アクションコミックス〉全3巻（『メンズヤング』 2005年 - 2007年）
- 『恋愛悪魔』双葉社〈アクションコミックス〉全3巻（『メンズヤング』 2007年 - 2009年）
- 『そんなコトしちゃ、らめぇ!』双葉社〈アクションコミックス〉 - 短編集
- 『僕の彼女がエロい訳』双葉社（アクションコミックス〉 全3巻（『メンズヤング』 2010年 - 2012年）
- 『可愛い方でどうですか？』双葉社（アクションコミックス〉全2巻（『アクションピザッツ』 2012年 - 2013年）
- 『オモチャのあたし』 エンジェル出版（エンジェルコミックス）（双葉社『アクションピザッツDX』 2013年 - 2014年）18禁指定
- 『モウヘキ』 竹書房（バンブーコミックス COLORFULセレクト） - 短編集
- 『残念ガールｓ』 エンジェル出版（エンジェルコミックス）- 短編集 成年指定
- 『お嬢様がダメなのでハメてみました』エンジェル出版（エンジェルコミックス）（双葉社『アクションピザッツDX』 2014年 - 2015年）成年指定
- 『私がちょろイン？〜エロゲな世界〜』（双葉社『アクションピザッツDX』 2016年 - 休載中）